# Le Sourire (magazine)
Pour les articles homonymes, voir Sourire (homonymie).
Le Sourire est un magazine humoristique hebdomadaire illustré français, fondé en 1899. Le titre disparaît en 1940.

## Histoire du support
Afin de rivaliser avec Le Rire, Maurice Méry (?-1969) lance à Paris le samedi 25 août 1899 Le Sourire, journal humoristique hebdomadaire. Il nomme comme rédacteur en chef l'écrivain Alphonse Allais, qui occupe ce poste jusqu'à sa mort, fin octobre 1905. On trouve associé à cette publication le nom de Joseph Pelpel. Le siège est au 222 boulevard Saint-Germain qui abrite les « Éditions Henri Geffroy », lequel Geffroy est, à cette époque, maire de Créteil. Ayant déjà un pied dans le monde de la presse, Méry, qui fut également parolier, reprend ensuite Le Moniteur des arts et le rebaptise La Revue d'art en novembre de la même année avec une parution chez Flammarion. Il semble qu'il y ait un lien entre Méry et le journal Le Gaulois, où il fut rédacteur.
En 1900, Grün signe, pour accompagner la promotion du magazine, une affiche lithographiée, Avez-vous le Sourire ?, proposant une amusante mise en abyme : une femme souriante veut censurer à coup de ciseaux imaginaires le journal qu'elle brandit de sa main gauche ; la une de ce journal représente Alphonse Allais vu par Cappiello ; en bas, à droite, une main empoigne la robe de la femme tandis que deux gendarmes rigolent dans un coin...
Le 2 janvier 1911, après 468 livraisons, Le Sourire commence une nouvelle série, sans son sous-titre, et déménage au 60 rue de Richelieu, dans les anciens locaux de L'Illustration. Puis Le Sourire s'interrompt durant la Première Guerre mondiale, avant de renaître le 19 avril 1917, avec Rodolphe Bringer à sa tête, rebaptisé un temps Le Sourire de France. Le magazine cible désormais un lectorat masculin en proposant des images de femmes plus ou moins dévêtues. En 1922, c'est Paul Briquet qui prend la direction, jusqu'à sa mort en 1930. Avec un prix de vente qui passe de 1 à 2 francs, Le Sourire poursuit régulièrement sa parution hebdomadaire jusqu'au 30 septembre 1939 (no 1942) ; durant les dernières années, le magazine se définit comme « parisien, exotique, pittoresque, intime », déménage au 21 rue Joubert — qui, située en plein quartier Pigalle, avait été un temps l'adresse du Rire —, les images pleines pages faisant progressivement place à des vignettes et à beaucoup plus de textes.
Entre octobre 1939 et mai 1940, une troisième et dernière série, bimensuelle, sort dans les kiosques, et compte 10 livraisons : le titre, ensuite, disparaît, avec l'occupation de Paris par l'armée allemande.

## Plumes
De 1899 à 1905, Le Sourire s'ouvre sur un conte signé Alphonse Allais. Ce dernier présente à Méry le jeune Sacha Guitry, qui y donne des textes et des dessins. Nommé secrétaire de rédaction, Max Jacob y publie l'un de ses premiers poèmes, intitulé « Enterrement », le 21 décembre 1901.

## Illustrateurs
Le Sourire a publié un grand nombre de dessins humoristiques en couleurs et en noir, reproduit par zincographie.
Parmi les premiers illustrateurs, on compte Edouard Bernard, Albert Bertrand, Cappiello, Jules Grün, Albert Guillaume, Augustin Grass-Mick, André Hellé, Enzo Manfredini. De nombreux artistes participent ensuite à cette rrevue dont : Umberto Brunelleschi, Marcel Capy, Henri Dangon, Georges Delaw, Charles Dudouyt, Abel Faivre, Démétrios Galanis, Henry Gerbault, Xavier Gosé, Juan Gris, Charles Léandre, Georges Léonnec, Charles Martin, Lucien Métivet, Henri Mirande, Jean Plumet, Francisque Poulbot, Charles Pourriol, Jean Ray, Auguste Roubille, Adolphe Willette etc.
De 1910 à 1930, Étienne Le Rallic y produit une série de vignettes polissonnes.
À partir des années 1920, la couverture reproduit systématiquement un dessin de « midinette » conçu entre autres par Henry Fournier, Georges Grellet, Georges Léonnec, Suzanne Meunier ou Maurice Millière, anticipant le style pin up.

### Sources
1. ↑  Notice, catalogue de la BnF, en ligne.
2. ↑  André Dreux, Créteil mon village !, Société d'histoire et d'archéologie "Le Vieux Saint-Maur", 1978, page 52 — sur Gallica.
3. ↑  Notice sur le catalogue de la BnF, en ligne.
4. ↑  Le numéro 132 ayant été oublié à la composition, il a été créé un numéro 135 bis.
5. ↑  Jean-Pierre Delaune, On ne badine pas avec l'humour d'Allais : Alphonse Allais par lui-même, Paris, Omnibus, 2016, — extrait en ligne.
6. ↑  Béatrice Mousli, Max Jacob, Paris, Flammarion, 2005, — extrait en ligne.
7. ↑  « Midinette », sur Larousse.fr.